# Jesús del Pozo
Jesús del Pozo (Madrid, 24 de diciembre de 1946-ib., 13 de agosto de 2011) fue un diseñador de moda español.

## Biografía
En 1974, abrió su primera tienda de ropa masculina y en 1976 presentó su primera colección de hombre en el SEHM de París. A partir de 1980 presentó sus colecciones de prêt-à-porter de mujer en la Pasarela Cibeles de Madrid; en 1989, en la Fashion Foundation de Tokio, y en 1990, en la Cour Carrée del Louvre de París.
En 1992, Jesús del Pozo hizo su entrada en el mundo del perfume con «Duende», su primera fragancia femenina, a la que le siguen «Quasar» (1994), «Esencia de Duende» (1996), «Halloween» (1997), «Quasar Adventure» (1999), «J. del Pozo In Black» (2005), «Halloween kiss» (2008) y «Ámbar» (2010). Paralelamente, entre 1992 y 1994 realiza sus colecciones de lencería, joyas y pañuelos. A finales de 1996 presentó en «Moda Barcelona» su primera colección de prêt-à-porter de novia. Ese mismo año comenzó a producir industrialmente sus colecciones prêt-à-porter de mujer. En 1997 lanza su nueva marca «J.D.P.» en Japón, de la mano de Daimaru Inc, logrando introducirse en cinco grandes almacenes.
Diseñó uniformes como los del staff del pabellón de España en la Exposición Universal de Sevilla de 1992 y del personal de la Cruz Roja Española (tras abandonar la connotación militar), así como vestuarios para obras de teatro, ballet, cine ópera. Destacaron sus trabajos como figurinista en el vestuario de Carmen, de Bizet (Teatro Real de Madrid, 1998-1999); en la zarzuela El Juramento (Teatro de la Zarzuela, 2000), y la ópera Farnace, de Vivaldi, de la que también realizó la escenografía (Zarzuela, 2001).
En 1999, impulsó la creación de la Asociación Creadores de Moda de España, que presidió hasta diciembre del 2000. En 2001 vio la luz su nueva línea para niños «Jesús del Pozo Junior» y sus fragancias «On él» y «On ella». En 2002 presentó una nueva línea de vajilla diseñada por él y fabricada por VistaAlegre. Al año siguiente creó la Fundación Jesús del Pozo y desde noviembre de 2004 organizó el «Curso de Experto Profesional en Diseño de Moda: Prácticas Empresariales». En el año 2005, diseñó para Artespaña su única colección de muebles presentada en la primera edición de CasaPasarela.

### La marca
El diseñador español Jesús del Pozo fundó la compañía de moda homónima en 1974. Tanto su trabajo como sus colecciones siempre destacaron por la fuerte personalidad e indiscutible estilo de su creador. Con cuatro décadas en el mundo de la moda a sus espaldas, es considerada como una de las casas españolas con mayor renombre y credibilidad en el ámbito nacional.
Tras el fallecimiento de su fundador en agosto de 2011, el Grupo Perfumes y Diseño adquirió la firma. Meses después, la compañía de moda pasó a llamarse DELPOZO y pasó a ser dirigida por Josep Font.

## Distinciones

### Medallas
- 1998. Medalla de Oro al Mérito en las Bellas Artes, entregada por Juan Carlos I.

### Premios
Jesús del Pozo ha sido galardonado con numerosos premios, como:
- 1981. Aguja de Oro. Mejor colección internacional del año.
- 1989. Premio Nacional Cristóbal Balenciaga al Mejor Diseñador Español.
- 1992. «T» de Oro de Telva a la Mejor Fragancia Femenina para «Duende». Premio de la prensa especializada a la mejor colección del año.
- 1994. «T» de Oro de Telva a la Mejor Fragancia Masculina para «Quasar».
- 1999. Premio «T» de Telva al Mejor Diseñador Español.
- 2004. Revista Glamour. Mejor fragancia femenina del año «Halloween».
- 2004. Revista GQ. Mejor fragancia masculina del año «Quasar».
- 2004. Premio mejor colección infantil Otoño-Invierno 2004 «FIMI».
- 2006. Revista Cosmopolitan. Mejor diseño de perfume «J. del Pozo In Black».
- 2007 Premio Bufí y Planas. A su pasión por enseñar a los más jóvenes
- 2008 Revista Cosmopolitan. Premio al mejor diseño de Perfume. J.del Pozo In White.

### Reconocimientos
- 2000. Sello conmemorativo de la Moda emitido por D. G. de Correos.

## Exposiciones
- 2016 Jesús del Pozo, septiembre-octubre Sala Canal de Isabel II, Madrid.
- 2008. Spanish Mile in SOHO, junio.
- 2008. 20 Iconos del S.XX. junio en Madrid.
- 2007. Madrid Moda New York, noviembre.
- 2006. 20 Iconos del S.XX. julio en Palma de Mallorca.